# Crazy Rays/KEEP GOING
「Crazy Rays/KEEP GOING」（クレイジー・レイズ/キープ・ゴーイング）は、V6の49枚目のシングル。2018年5月30日にavex traxから発売された。

## 概要
- 前作から約1年ぶりのシングル。
- 47thシングル「Can't Get Enough/ハナヒラケ」から3作連続で両A面シングルとなる。
- 初回盤A/B・通常盤の3種類で発売。
- 表題曲2作を含め、収録曲全てにメンバー全員のソロパートがある。

## 収録曲

### CD
※「意味のないドライブ」以降、通常盤のみ収録。
1. Crazy Rays
作詞：桜井秀俊
作曲：Greg Bonnick・Hayden Chapman・Adrian Mckinnon・Takuya Harada
編曲：CHOKKAKU
  - 井ノ原快彦主演 テレビ朝日系ドラマ『特捜9』主題歌
2. KEEP GOING
作詞・作曲：☆Taku Takahashi(m-flo)・久保田真悟(Jazzin'park)・栗原暁(Jazzin'park)
編曲：☆Taku Takahashi(m-flo)・久保田真悟(Jazzin'park)・栗原暁(Jazzin'park)・Mitsunori Ikeda(Tachytelic Inc.)
  - WOWOW『スペインサッカー 17-18シーズン 2nd half』イメージソング
  - 仮想空間『V-Land』限定配信映像「WANDERER」挿入歌
3. 意味のないドライブ
作詞：SHIROSE from WHITE JAM
作曲：Susumu Kawaguchi・Hjalmar Wilen・Murcus Lindberg
編曲：Hjalmar Wilen
4. TL
作詞：AKIRA
作曲・編曲：☆Taku Takahashi(m-flo)・久保田真悟(Jazzin'park)・栗原暁(Jazzin'park)・Mitsunori Ikeda(Tachytelic Inc.)
タイトルは「Time Line」の略。
5. Crazy Rays（オリジナル・カラオケ）
6. KEEP GOING（オリジナル・カラオケ）
7. 意味のないドライブ（オリジナル・カラオケ）
8. TL（オリジナル・カラオケ）

### DVD

#### 初回盤A
1. 「Crazy Rays」Music Video
2. 「KEEP GOING」Dance Video
3. 「Crazy Rays」「KEEP GOING」MV Making & Jacket Shooting Making

#### 初回盤B
1. 「KEEP GOING」Music Video
2. V6人狼バトル 〜V狼〜

### シリアル動画
※初回盤A/B・通常盤（初回出荷分）のみ
- シリアル特典ムービー
各形態で内容が異なる。

## 特典
- 先着予約・購入店舗特典
  - オリジナル大判ポストカード
全6種で、法人により異なる。
  - セブンネット：フォトカレンダー
『Can't Get Enough/ハナヒラケ』と同様、1枚につき2ヶ月分で、メンバーが1人ずつ登場する。登場順は誕生日に基づき以下の通りだが、前回とは違い三宅が最初で井ノ原が最後となり、岡田と長野の登場順も逆になっている。

| # | 月       | 名前       | 誕生日   |
| - | -------- | ---------- | -------- |
| 1 | 6・7月   | 三宅健     | 7月2日   |
| 2 | 8・9月   | 坂本昌行   | 7月24日  |
| 3 | 10・11月 | 岡田准一   | 11月18日 |
| 4 | 12・1月  | 長野博     | 10月9日  |
| 5 | 2・3月   | 森田剛     | 2月20日  |
| 6 | 4・5月   | 井ノ原快彦 | 5月17日  |